# Direction des ressources et des compétences de la Police nationale
Die Direction des ressources et des compétences de la Police nationale (DRCPN) ist eine eigene Verwaltungsstelle der Direction générale de la Police nationale, die für den Nachwuchs, die Personalpflege und die allgemeine Verwaltung der Police nationale zuständig ist.

## Geschichte
Die Direction des ressources et des compétences de la police nationale entstand auf der Grundlage des Erlasses Nr. 2010-973 vom 27. August 2010 durch die Zusammenlegung der Verwaltungsdirektion (2005) und der Direktion für die Ausbildung (1999) der Police nationale.
Ab 1. Januar 2014 werden die Aufgaben für Materialverwaltung und Logistik in die Abteilung Beschaffung, Erneuerung und Logistik des Innenministeriums (französisch Service de l'achat, de l'innovation et de la logistique du ministère de l'Intérieur (SAILMI)) übertragen, wo die Generaldirektionen der Nationalpolizei, der Nationalgendarmerie und für zivile Sicherheit und Krisenmanagement zusammengefasst sind.
Die rein polizeiliche Aufgaben Forschung, technologische und materielle Entwicklung, die beim technologischen Dienst der inneren Sicherheit angesiedelt waren, wurden zusammengefasst und der Direction générale de la Gendarmerie nationale, der Generaldirektion der Nationalpolizei und dem Service des technologies et des systèmes d'information de la Sécurité intérieure unterstellt. Letztere ist auch für die operationelle und normale Verwaltung zuständig.
Mit Erlass vom 27. Januar 2017 gab es eine neue Reform: Darin wird die Autonomie der Unterdirektion Ausbildung und Kompetenzentwicklung festgeschrieben, die vom DRCPN abgetrennt und zur Zentraldirektion für Rekrutierung und Ausbildung der Nationalpolizei (DCRFPN) wurde. 
Der Médiateur de la Police nationale war von 2012 bis 2019 dem Direktor für Ressourcen und Zuständigkeiten der Nationalpolizei angegliedert und ist nun unmittelbar dem Generaldirektor der Nationalpolizei unterstellt.

## Aufgaben
Die DRCPN hat folgende Hauptaufgaben zu erfüllen:
- Personalverwaltung für die 150 000 Bedienstete der Police nationale
- Aufstellung, Überwachung und Ausführung des Budgets der Police nationale
- Umsetzung der Baumaßnahmen der Police nationale in Verbindung mit den zuständigen Direktionen
- Umsetzung der sozialen Maßnahmen für die Bediensteten entsprechend seiner Kompetenz
- Betreuung der Mitarbeiter durch Netzwerke von Berufs- und Laufbahnberatern und Psychologen.

Im Rahmen ihrer Verwaltungsaufgaben pflegt und verwendet die DRCPN die allgemeinen Erkenntnisse über Personalmanagement und Arbeitszeitgestaltung.

## Organisation
Die DRCPN ist nach den Vorschriften des Erlasses vom 27. Dezember 2017 organisiert. Sie hat Büros in Paris (40 Avenue des Terroirs-de-France, 14. Arrondissement) und in Lognes.
Für die allgemeine Verwaltung ist eine Direktion (französisch secrétariat) mit drei Unter-Direktionen zuständig, der eine Abteilung für Erneuerung und strategische Studien angegliedert ist:
- Direktion der Personalverwaltung: Vertragsangelegenheiten, Laufbahnmanagement der Personen im aktiven Dienst, in der Verwaltung, in der Technik, in der Wissenschaft oder sonst unter Vertrag stehen; Disziplinarangelegenheiten, Laufbahnförderung, Zivilschutz
- Direktion für Vorsorge und allgemeine Unterstützung: Wohnungspolitik, Kleinkinderpolitik, Unterstützung bei Versicherungsangelegenheiten, individuelle oder allgemeine Sozialhilfe, Gesundheit und Sicherheit am Arbeitsplatz, psychologische Unterstützung
- Direktion für Finanzen und Steuerung: Verwaltung der Finanzen und der Gebäude der Polizei, Gehaltsabrechnung, Personalverwaltung und Organisation der Fortbildung

Die Abteilung Innovation und strategische Studien befasst sich vor allem mit den Aufgaben Wachdienst, Arbeitszeit, Fortbildung und Zukunftsforschung.
Die DRCPN arbeitet eng zusammen mit den sieben Abteilungen des Secrétariat général pour l'administration du ministère de l'intérieur (deutsch Generalsekretariat für die Verwaltung des Innenministeriums), das dem Präfekten des Zone de défense et de sécurité (deutsch Abteilung für Verteidigung und Sicherheit) untersteht, sowie mit den sieben Generalsekretariaten für die Verwaltung der Polizei in den Überseegebieten, die auf ihrem Gebiet für die Verwaltung von Personal, Finanzen und Logistik (Immobilien, Geräte, Bekleidung, Bewaffnung, Fuhrpark) zuständig sind.
Die Arbeit der DRCPN kommt damit der gesamten Police nationale zugute.

## Ausbildungsaufgaben
Vor der Reform vom 27. Januar 2017 überwachte die DRCPN die Polizeihochschule (École nationale supérieure de la police) sowie die Schulen und Bildungszentren der Police nationale. Danach wurden die Einrichtungen der Direction centrale du recrutement et de la formation de la Police nationale (DCRFPN) (deutsch Direktion der Police nationale für Anwerbung und Ausbildung) unterstellt.

## Leitung
- Simon Babre, inspecteur général de l'administration, directeur des ressources et des compétences de la police nationale (deutsch Oberverwaltunginspektor, Direktor für Nachschub und Kompetenz der Nationalpolizei) seit 1. September 2019[5]
- Gérard Clerissi, administrateur civil hors-classe, directeur des ressources et des compétences de la police nationale (deutsch Zivilverwalter mit besond. Aufgaben, Direktor für Nachschub und Kompetenz der Nationalpolizei) vom 2. Mai 2017 bis 1. September 2019[6]
- Michèle Kirry, préfète hors cadre, directeur des ressources et des compétences de la police nationale (deutsch Präfekt mit besond. Aufgaben, Direktor für Nachschub und Kompetenz der Nationalpolizei) vom 1. Februar 2015 bis 2. Mai 2017[7]